# Wypowiedzi performatywne
Wypowiedzi performatywne (performatywy) (inaczej: wypowiedzi dokonawcze, dokonujące, sprawcze) – wywołują poprzez ich wyartykułowanie jakiś skutek lub skutki w świecie konwencji. Przyjęta w danym środowisku konwencja nakazuje w ich przypadku wiązać z faktem wypowiedzenia lub napisania pewnych słów (zwrotów, zdań) w określonych okolicznościach pewne konsekwencje konwencjonalne – np. powiedzenie słowa „przyrzekam” lub „obiecuję” powoduje, że ktoś ma tego, co poprzedzało lub następowało po tym słowie, później dotrzymać.
Wywołanie przez te wypowiedzi określonego skutku w świecie konwencji zależy często od tego, czy zostały dochowane warunki, jakich spełnienie jest konwencjonalnie wymagane dla ich skuteczności.
Jest to szczególny rodzaj aktów mowy, będących zarazem działaniami.
Analiza wypowiedzi performatywnych została przeprowadzona przez Johna Langshawa Austina w pracy Jak działać słowami (1. wyd. 1962). Filozof ten, rozważając zagadnienie zdań, dla których nie da się ustalić prawdziwości (np. zdania etyczne), wyróżnia nową kategorię takich zdań, tak zwane wypowiedzi lub zdania performatywne (na przykład: „tak” podczas zaślubin, „mianuję cię porucznikiem” itp.), które w sposób bezpośredni są czynami, stwarzającymi realne skutki.
Znaczenie pracy Austina polega w znacznej mierze na przejściu od takiego sposobu patrzenia na język, w którym jawi się on jako zbiór zdań w sensie logicznym, do takiego, który ujawnia jego funkcje performatywne. Język oprócz funkcji deskrypcyjnych spełnia również funkcję aktywnego oddziaływania na rzeczywistość. Na przykład zdanie: „Biorę sobie ciebie za żonę” (wypowiedziane w odpowiednich okolicznościach) nie stanowi wypowiedzi konstatującej wejście podmiotu w związek małżeński, ale jest wypowiedzią performatywną, która ten fakt dopiero tworzy. Z faktu, że wypowiedź ta ma budowę zdania w trybie oznajmującym nie wynika wcale jakoby mogła ona spełniać jedynie funkcje sprawozdawczą. Stwierdzenie to wydaje się być czymś trywialnym, ale to właśnie Austin odkrył jego znaczenie dla filozofii języka.
Angielski filozof wyodrębnił trzy rodzaje czynności, które mogą zostać wykonane przy pomocy języka: „lokucję”, „illokucję” i „perlokucję”. O ile jednak nie istnieją większe trudności z odróżnieniem czynności lokucyjnych, które polegają na wypowiadaniu znaczących zdań, od pozostałych dwóch rodzajów czynności, o tyle odróżnienie czynności illokucyjnych i perlokucyjnych powoduje już pewne trudności. Oba rodzaje czynności językowych są przez Austina definiowane jako takie, które wykonujemy ze względu na ich skutki czy następstwa. Kiedy wykonujemy czynności illokucyjne, „(…) takie jak informowanie, rozkazywanie, ostrzeganie, przyrzekanie itd., to (…) wygłaszamy wypowiedzi, które mają pewną (konwencjonalną) moc.”. Natomiast czynności perlokucyjne to „ (...) to, co powodujemy lub osiągamy dzięki mówieniu czegoś.”. Różnica pomiędzy tymi dwoma typami czynności językowych polega przede wszystkim na ich związku z samym językiem. W przypadku czynności perlokucyjnych związek ten jest dość luźny, dlatego, że jak stwierdza Austin: „Cechą szczególną czynności perlokucyjnych jest to, że odpowiedź albo następstwo, jakie się osiągnęło, mogą być osiągnięte dodatkowo lub w zupełności za pomocą środków nielokucyjnych.”. Jeśli na przykład chcemy uzyskać perlokucyjny efekt zastraszenia kogoś mówiąc „nie ruszaj się bo strzelam!”, to możemy go równie dobrze osiągnąć poprzez potrząsanie lufą karabinu. Sprawę komplikuje tu jednak fakt, że nie da się podać dobrego przykładu czystej perlokucji, ponieważ różne funkcje języka nawzajem się przenikają i nie da się wyodrębnić ich czystych postaci. Można jednak dość jasno pokazać, na czym polega czynność illokucyjna. Jak to wynika z zamieszczonej powyżej definicji Austina, illokucja to taka czynność językowa, która za swą podstawę ma pewną (konwencjonalną) moc, będącą cechą wypowiedzi. Owa moc ma swoje źródło w treści samej wypowiedzi, która w powiązaniu ze społecznie sankcjonowaną konwencją wytwarza pewien społeczny skutek.
Formuła: „Biorę sobie ciebie za żonę” skutkuje w ten sposób, że wytwarza legalny związek małżeński. Jednak aby była ona rzeczywiście skuteczna muszą zostać spełnione pewne warunki natury konwencjonalnej. Możemy je podzielić na dwie grupy:
- warunki dotyczące przebiegu samej procedury zawarcia związku małżeńskiego, jej poprawności i zupełności
- warunki dotyczące subiektywnych przeżyć (myśli, uczuć itd.) osób, które w danej procedurze uczestniczą

Jeśli nie zostaną spełnione warunki pierwszego rodzaju mamy do czynienia z „niewypałami”, jeśli drugiego – z „nadużyciami”. Z „niewypałem” będziemy mieli na przykład do czynienia, kiedy adresatem naszej formuły będzie mężczyzna, lub kiedy formuła będzie wypowiedziana w samotności. „Nadużyciem” zaś będzie ona wtedy, gdy podmiot ja wypowiadający nie będzie miał wymaganych intencji (na przykład formuła wypowiedziana pod przymusem albo po pijanemu) lub kiedy nie będzie realizował wynikających z formuły zobowiązań. Owe zobowiązania i warunki stanowią treść wypowiedzi będącej aktem illokucji. Z koncepcji Austina wynika, iż czynność illokucyjna w odróżnieniu od perlokucyjnej stanowi „pełną” formę posługiwania się językiem, jako że używa się w niej języka „jako języka”, a nie jako li tylko „jako narzędzia”. Osiągnięcie celu illokucyjnego (np. zawarcia związku małżeńskiego) będzie bowiem możliwe tylko pod warunkiem, że nupturienci rozumieją i akceptują sens wypowiedzi oraz jeśli dostosują się do wysuwanych wraz z tą wypowiedzią konwencjonalnych roszczeń.